# Белво
Белво (фр. Bellevaux) насеље је и општина у источној Француској у региону Рона-Алпи, у департману Горња Савоја која припада префектури Тонон ле Бен.
По подацима из 2011. године у општини је живело 1321 становника, а густина насељености је износила 26,98 становника/km². Општина се простире на површини од 48,97 km². Налази се на средњој надморској висини од 903 метара (максималној 2.140 m, а минималној 806 m).

## Демографија
| 1861. | 1901. | 1921. | 1954. | 1962. | 1968. | 1975. | 1982. | 1990. | 1999. | 2011. |
| ----- | ----- | ----- | ----- | ----- | ----- | ----- | ----- | ----- | ----- | ----- |
| 1.375 | 1.627 | 1.480 | 1.044 | -     | -     | 1.028 | 1.103 | 1.113 | 1.158 | 1.321 |

График промене броја становника у току последњих година